# Villa Torlonia (Rome)
Pour les articles homonymes, voir Villa Torlonia.
La villa Torlonia est une ancienne villa de la famille Torlonia construite au début du XIXe siècle. Elle est localisée dans le quartier Nomentano de Rome et est devenue en 1978 un parc municipal qui abrite trois petits musées : le musée de la villa dans le Casino Nobile, le musée de la Casina delle Civette, et le Casino dei Principi.

## Historique
Localisés sur la via Nomentana, les terrains furent la propriété des Pamphilii qui en firent des terres agricoles au XVIIe siècle. Rachetées par la famille Colonna, les terres gardèrent leur vocation agricole jusqu'à leur rachat en 1797 par la famille Torlonia. La villa Torlonia fut construite à partir de 1806 pour le banquier Giovanni Torlonia qui en commanda l'exécution à l'architecte Giuseppe Valadier. Celui-ci dessina une imposante villa dans le style néoclassique entourée d'un jardin anglais. Elle a été achevée par son fils Alessandro Torlonia qui aménagea notamment les jardins dans la partie sud, construisit dans la zone de la Capanna Svizzera la Casina delle Civette (1840) sur les plans de Giuseppe Jappelli et fit édifier deux obélisques (un égyptien et un moderne) en l'honneur de ses parents en 1842.
À partir de 1920, elle fut louée pour une lire symbolique à la famille Torlonia par Benito Mussolini qui en fit sa résidence d'état jusqu'en 1943. Il y fit construire un abri contre les bombardements aériens, ce qui permit de découvrir un cimetière hébraïque du IIIe siècle avec de nombreux arcosoli dans les catacombes sous-tenantes. Les catacombes juives de la villa Torlonia couvrent plus d'un hectare, comptent 3 800 tombes et d'innombrables représentations de la menorah. Le bunker a été ouvert à la visite en 2006, fermé en 2008, rouvert, puis fermé pendant l'épidémie de Covid-19, et rouvert en 2024,,. 
Après la guerre, la villa fut laissée à l'abandon jusqu'au projet de restructuration entamé en 1978. La villa fut acquise par la municipalité de Rome qui la transforma en parc public et ses bâtiments en musées.

## Édifices
- Le Casino Nobile ou Casino Principale, imposant bâtiment de la villa Torlonia
- La Casina delle Civette (construite en 1840, reconstruite en 1908-1916 en style Liberty par Enrico Gennari, restaurée entièrement de 1992 à 1997 à la suite d'un incendie en 1991), qui héberge un musée du vitrail
- Le Casino dei Principi (« Casino des Princes »), construction néoclassique de 1840 qui abrite des expositions temporaires
- Le théâtre (Teatro Torlonia) en cours de restauration
- Le Temple de Saturne, de style hellénisant (1838) avec ses colonnes et son fronton triangulaire représentant Saturne (en cours de restauration)
- La Serre mauresque
- Les Fausses Ruines (« Falsi Ruderi »)
- La tribune aux fontaines

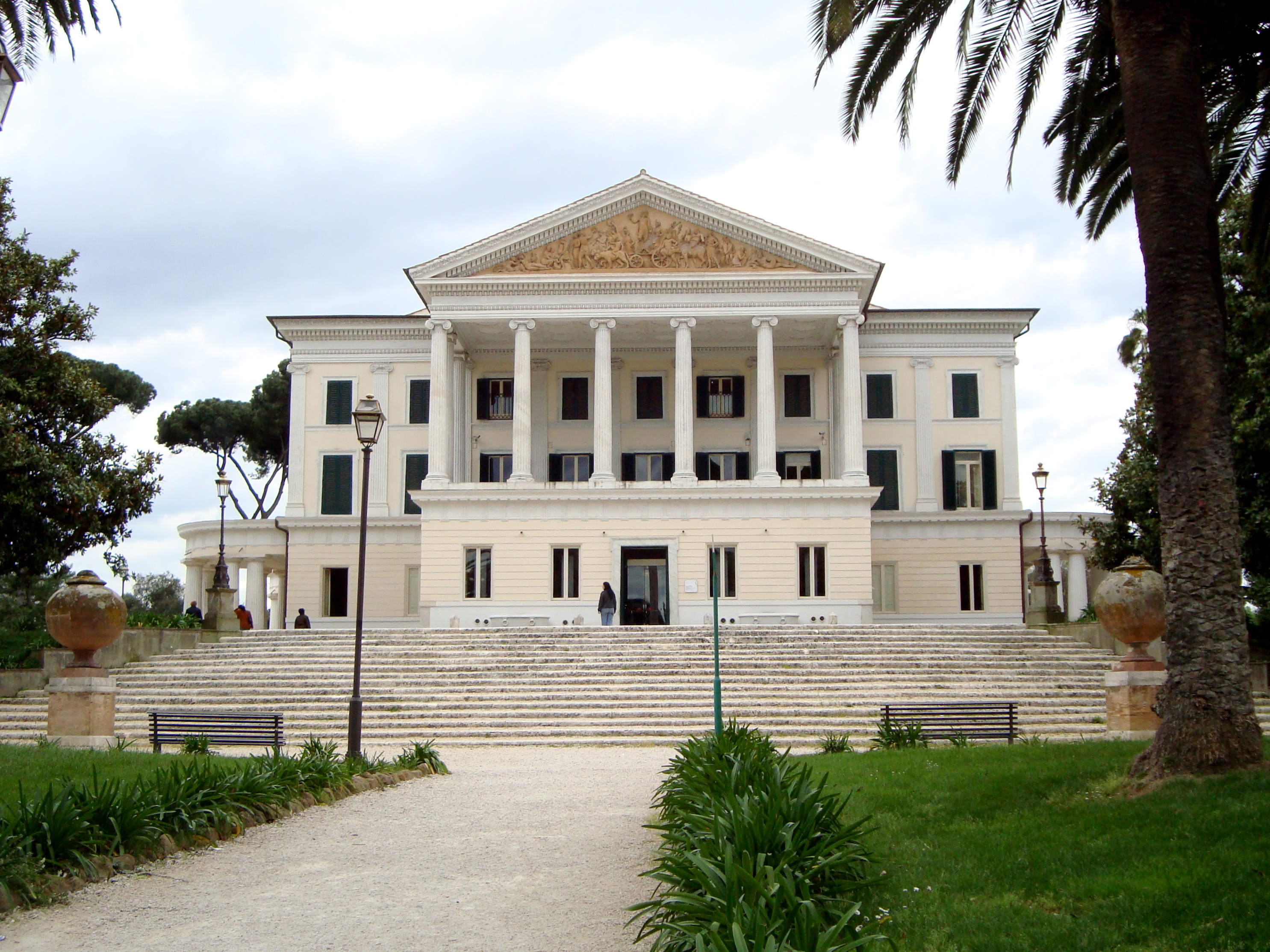
Le Casino Nobile et son frontispice
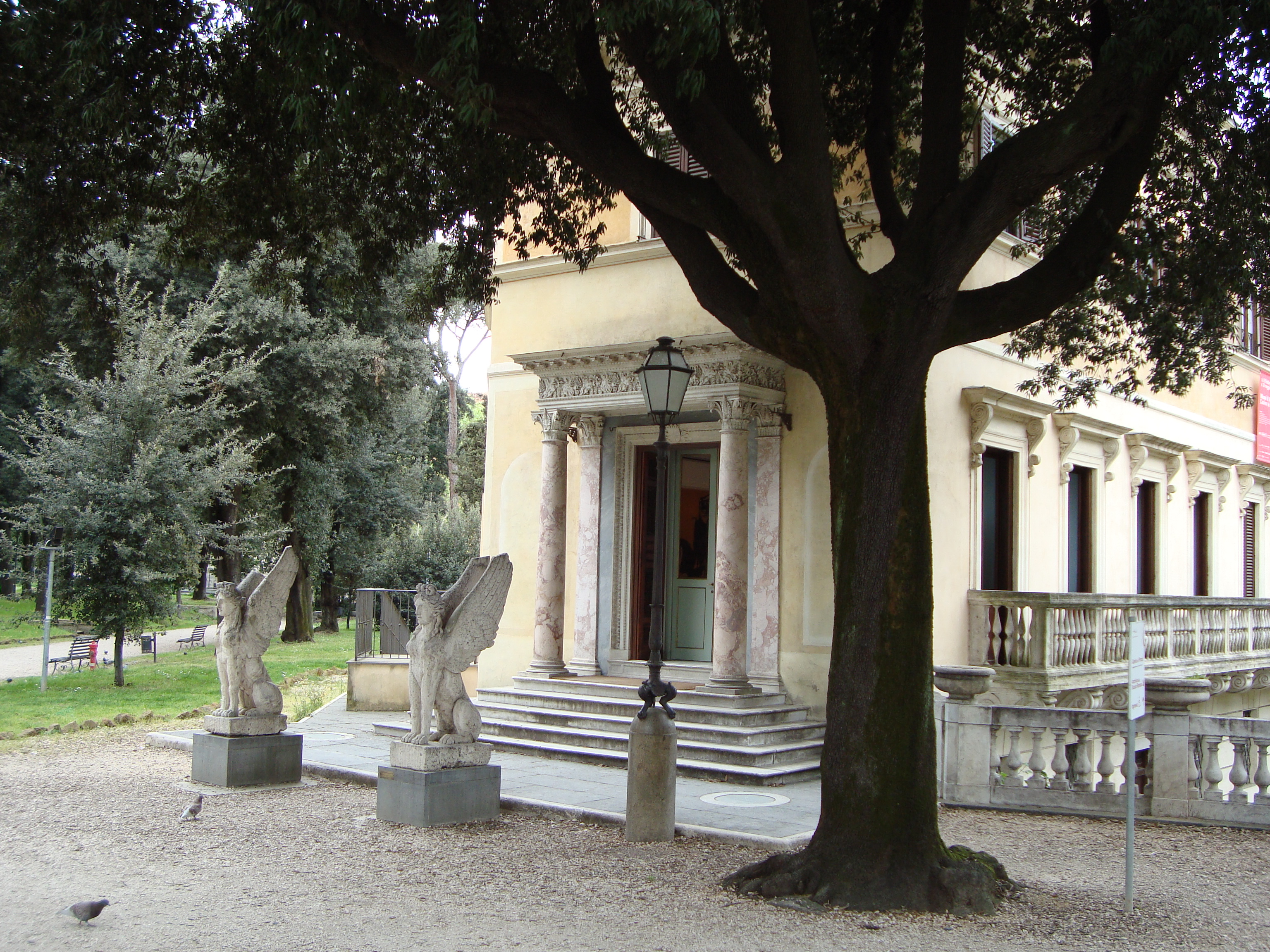
Le Casino dei Principi
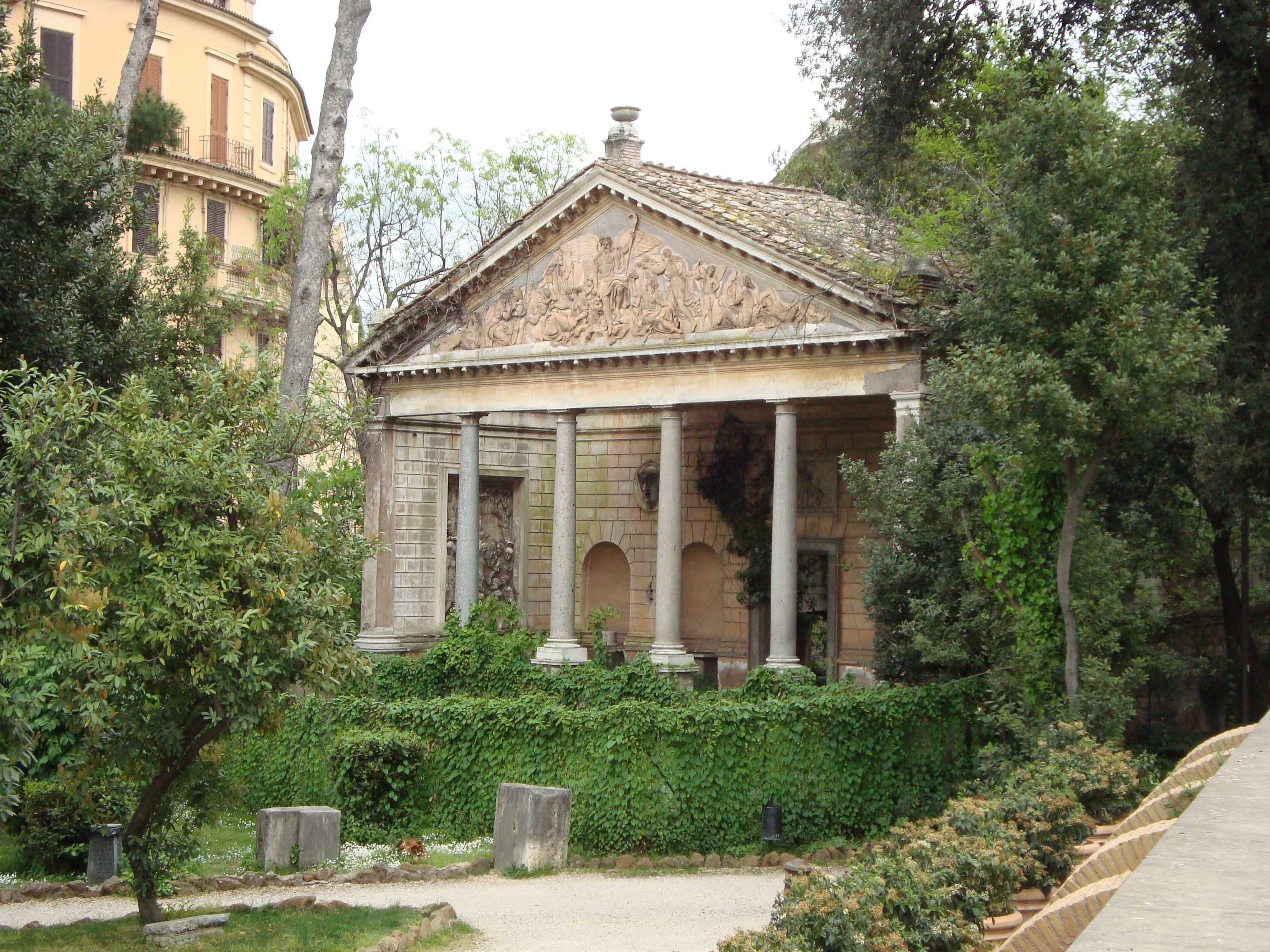
Le Temple de Saturne
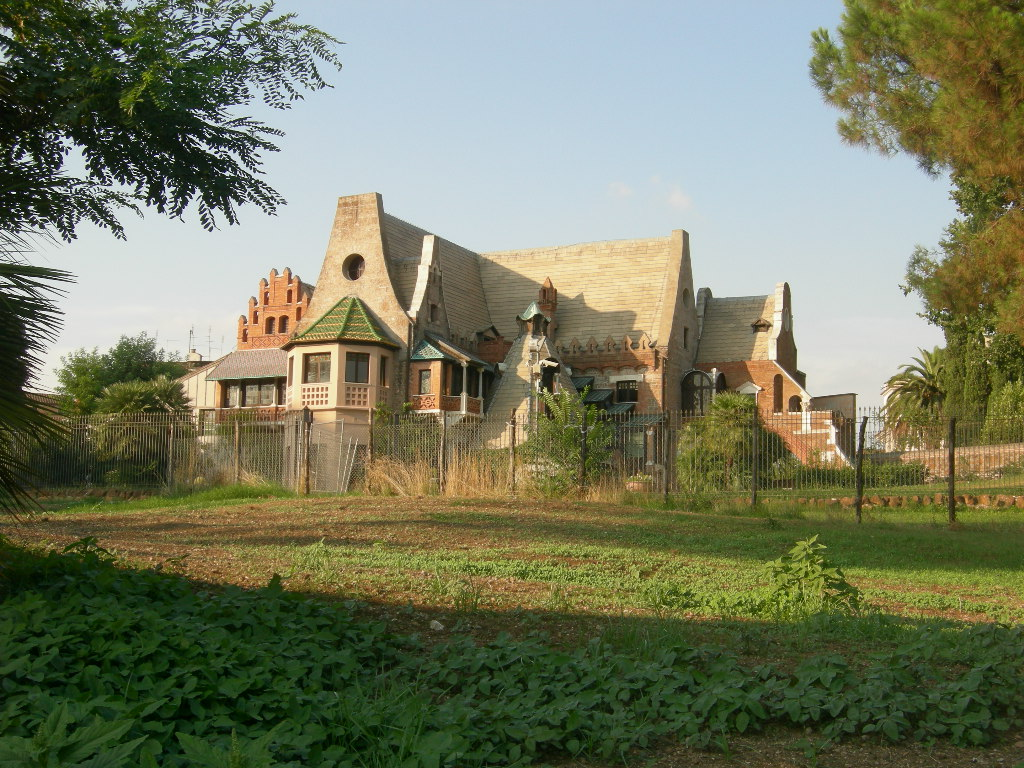
Casina delle Civette
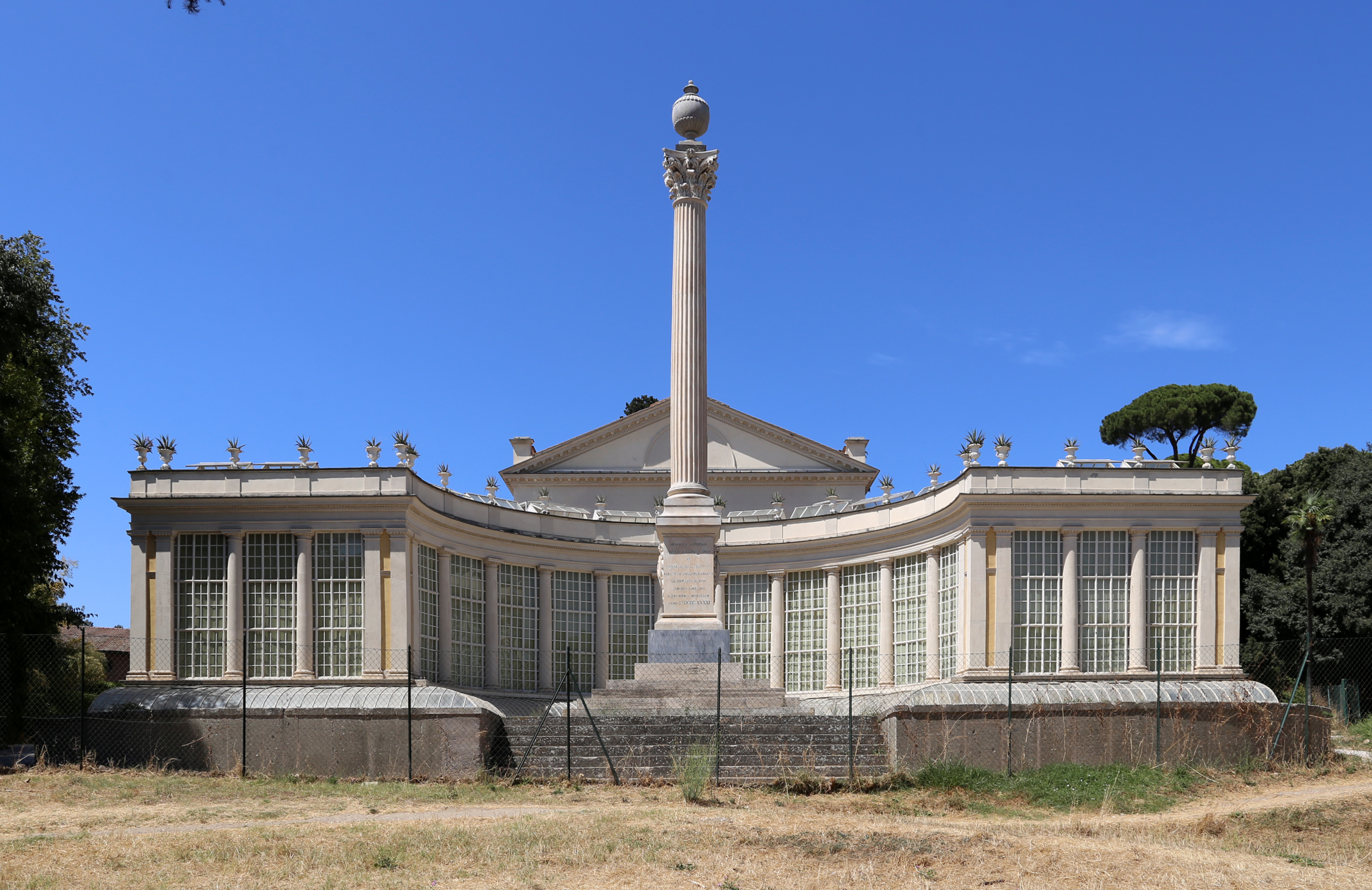
Théâtre Torlonia

## Parc
S'étendant sur plus de 13 hectares, le parc possède plusieurs petits lacs artificiels. On a découvert en 1918 des catacombes juives datant des IIe et IIIe siècles sur le domaine.

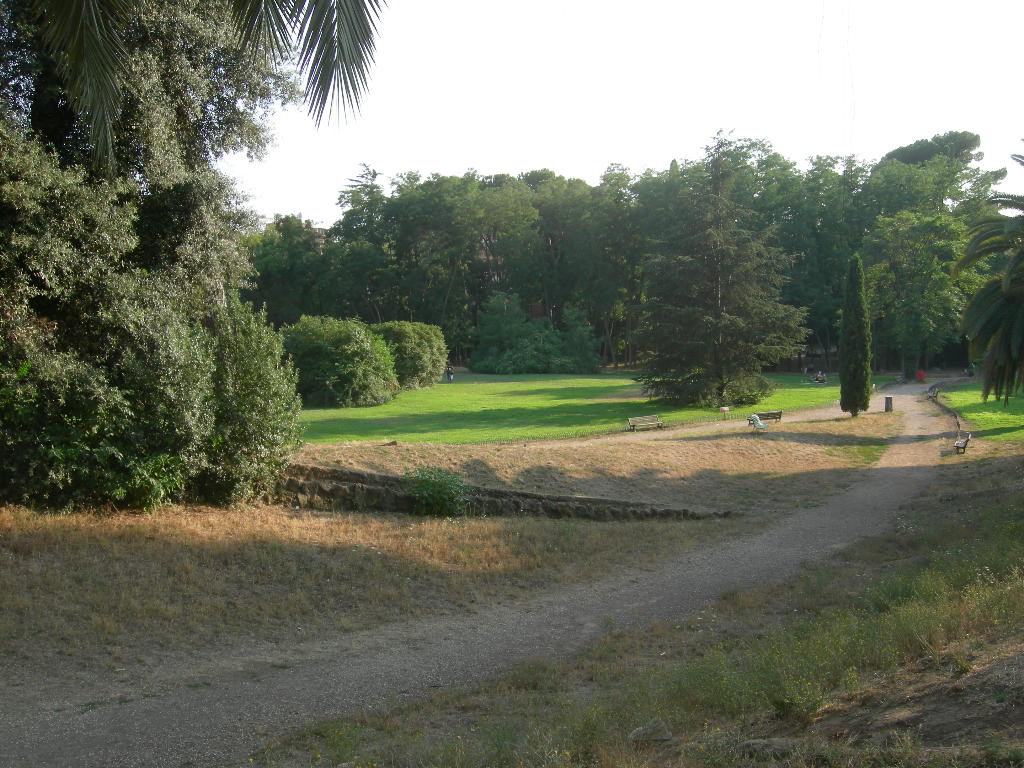
Jardin
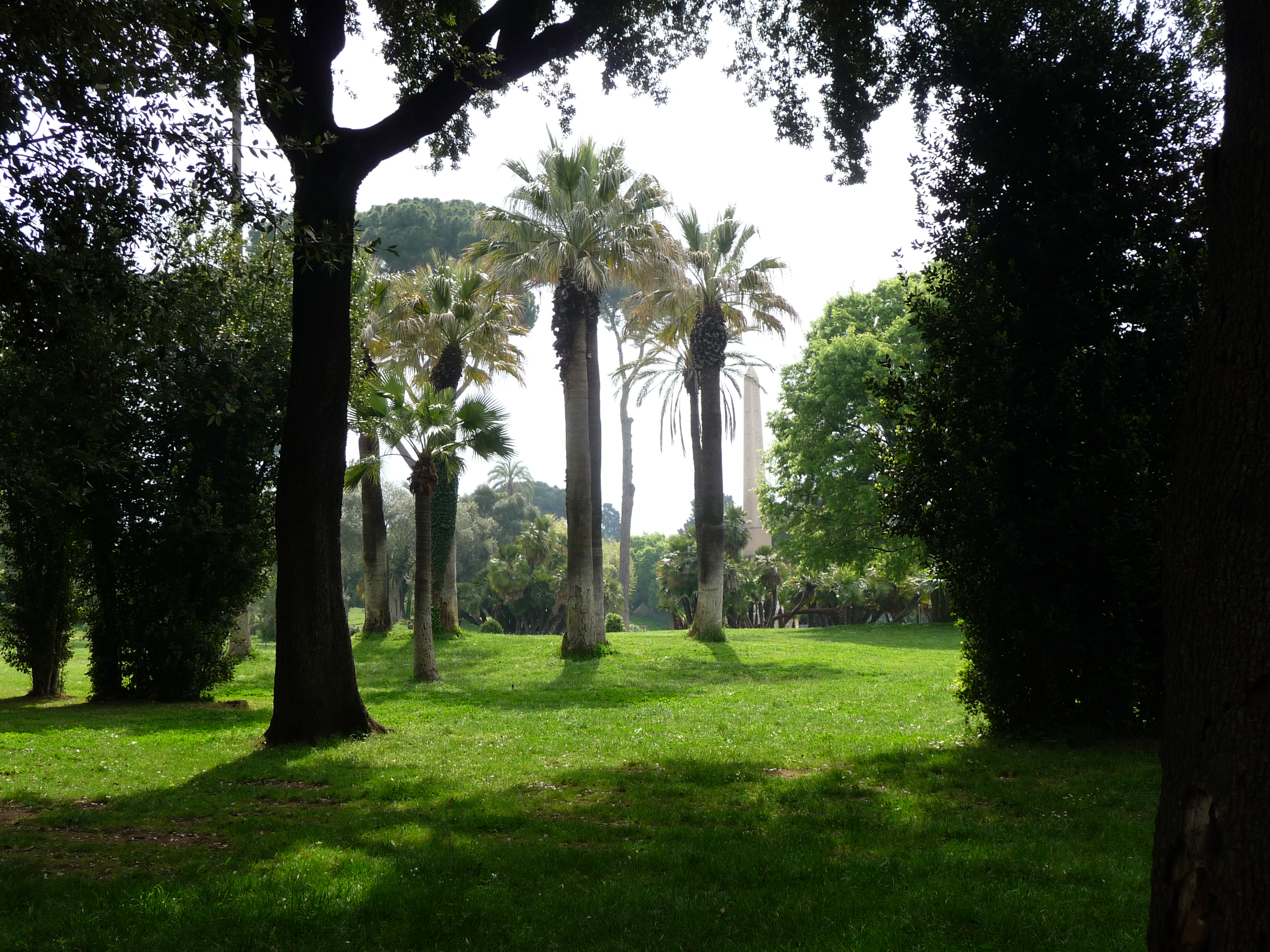
Jardins
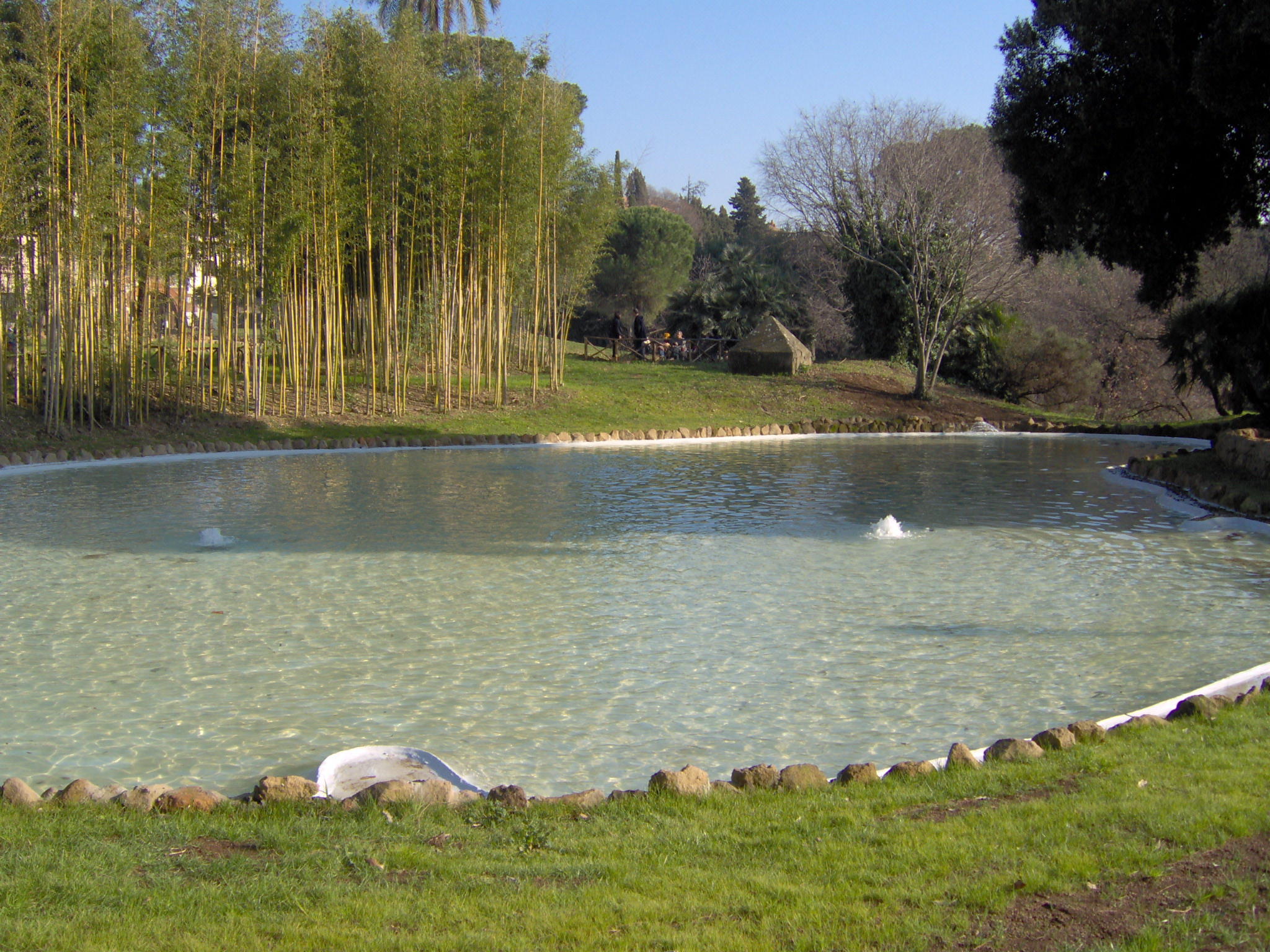
Le lac
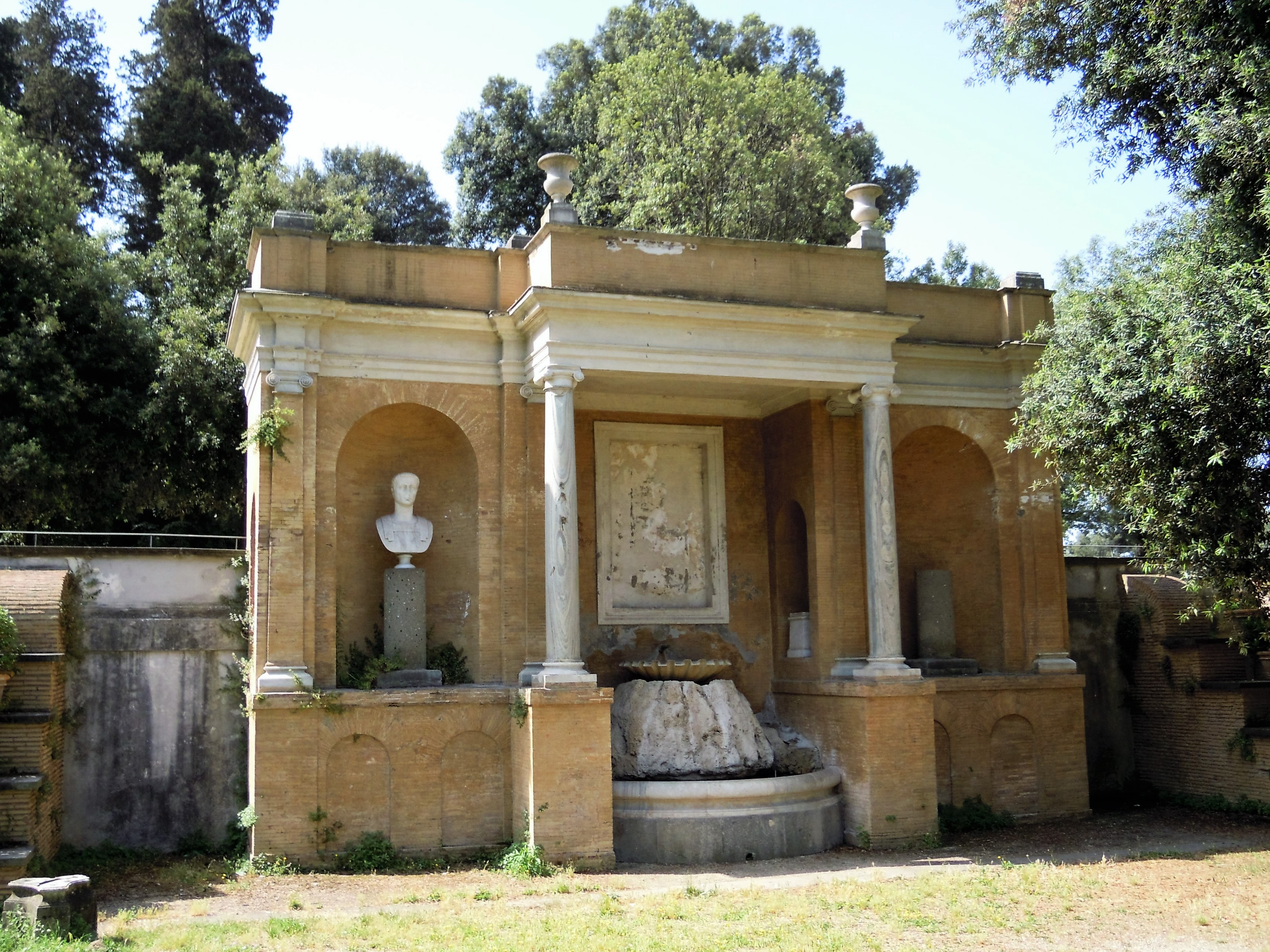
Fontaine
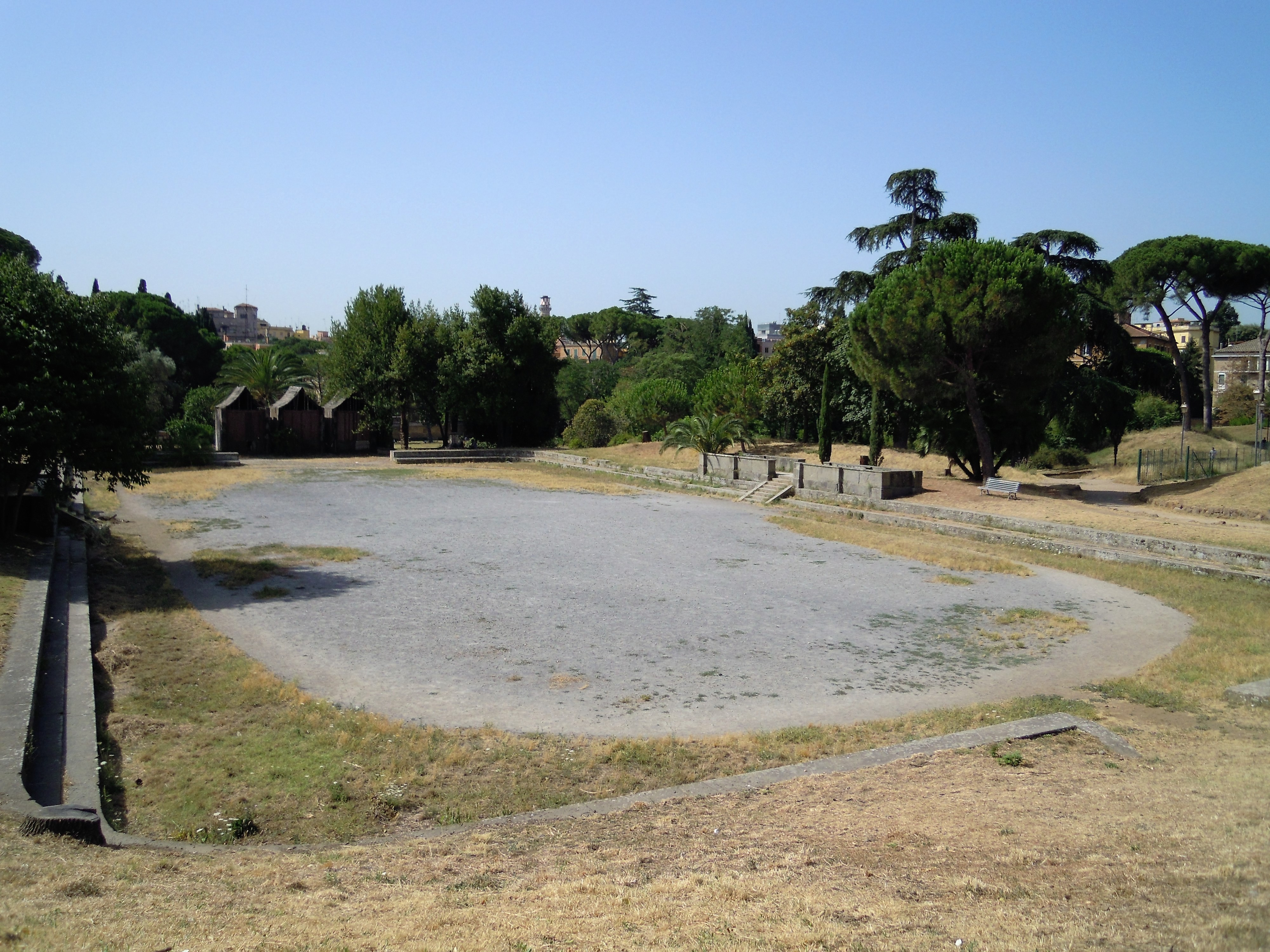
Campo da Tornei
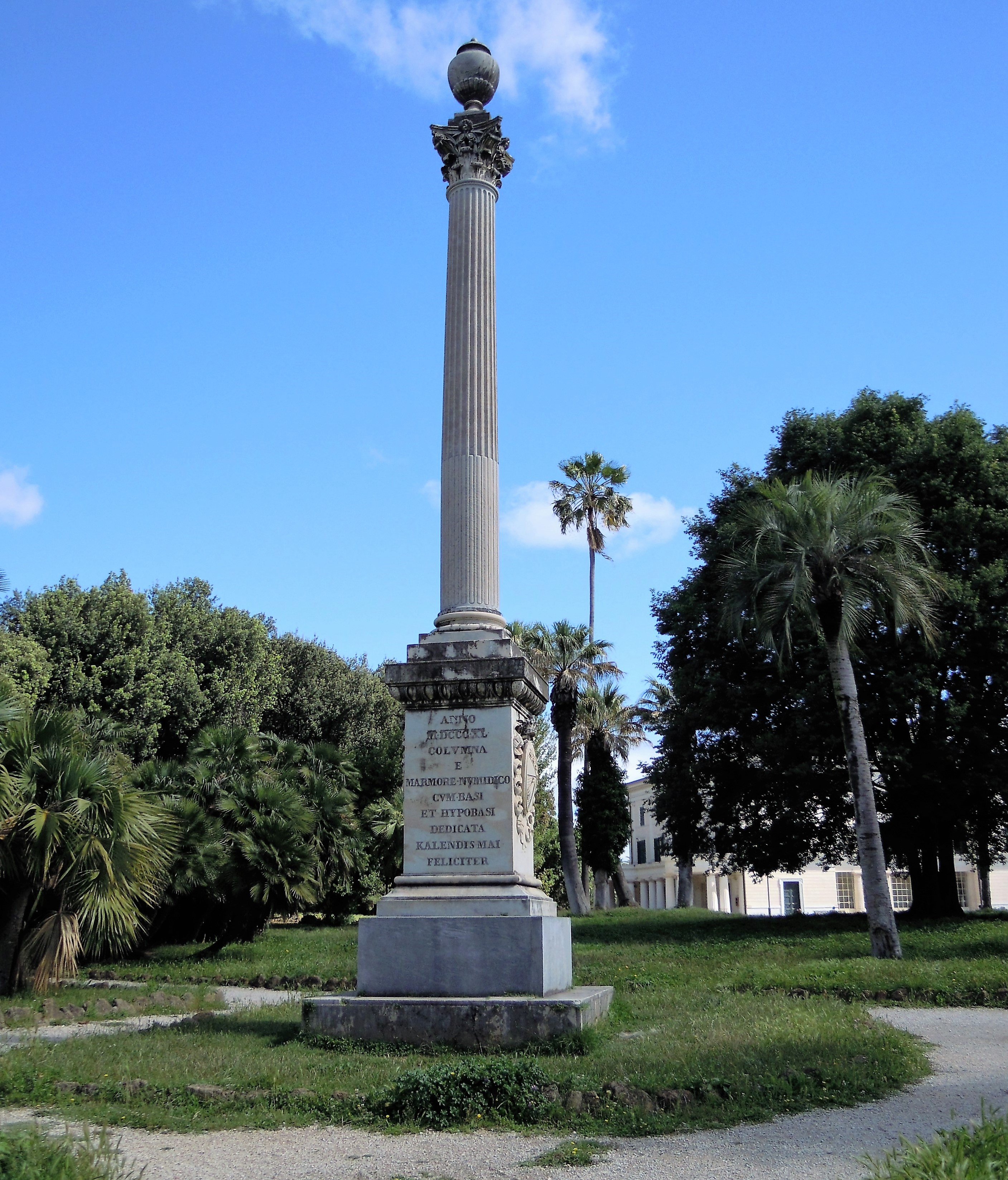
Colonne honoraire